# مقطع الحجر صغير
مقطع الحجر صغير قرية سوريّة تتبع إداريّاً لمحافظة حلب منطقة منبج ناحية أبو كهف، بلغ تعداد سكانها 523 نسمة حسب التعداد السكاني 2016 مصادر